# Touchwood Hills Post Provincial Park
Touchwood Hills Post Provincial Park är en park i Kanada.   Den ligger i provinsen Saskatchewan, i den sydöstra delen av landet, 2 200 km väster om huvudstaden Ottawa. Touchwood Hills Post Provincial Park ligger 659 meter över havet.
Terrängen runt Touchwood Hills Post Provincial Park är platt, och sluttar norrut. Trakten runt Touchwood Hills Post Provincial Park är nära nog obefolkad, med mindre än två invånare per kvadratkilometer.. 
Trakten runt Touchwood Hills Post Provincial Park består till största delen av jordbruksmark.